# Малый Чивыркуй
Ма́лый Чивырку́й (бур. Бага Шэбэрхγγ) — река в России, в Баргузинском районе Бурятии. Впадает в озеро Арангатуй на Чивыркуйском перешейке.

## География
Длина реки — 34 км. Берёт начало на западном склоне Баргузинского хребта на высоте около 1400 м. Течёт на запад по территории Забайкальского национального парка. По берегам реки произрастают берёза, осина, кедр и пихта. В нижнем течении заболочена. Впадает в озеро Арангатуй, соединённое протокой с Чивыркуйским заливом озера Байкал.

## Данные водного реестра
По данным государственного водного реестра России и геоинформационной системы водохозяйственного районирования территории РФ, подготовленной Федеральным агентством водных ресурсов:
- Бассейновый округ — Ангаро-Байкальский
- Речной бассейн — бассейны малых и средних притоков средней и северной части озера Байкал
- Речной подбассейн — отсутствует
- Водохозяйственный участок — бассейны рек средней и северной части озера Байкал от восточной границы бассейна реки Ангары до северо-западной границы бассейна реки Баргузин